# 大輪田泊
大輪田泊（おおわだのとまり）は、兵庫県神戸市兵庫区に所在していた港で、現在の神戸港西側の一部に相当する。12世紀後半の平清盛による大修築が有名。輪田泊（わだのとまり）ともいい、古くは務古水門（むこのみなと）とも称した。平安時代末期から鎌倉時代前期にかけて朝鮮と大陸との貿易で栄えた。中世にあっては兵庫湊（ひょうご（の）みなと）と呼ばれた。
現在でも漢字表記は異なるものの「和田岬（わだみさき）」として名が残っている。

## 立地
大輪田泊は、和田岬の東側にいだかれて天然の良港をなし、奈良時代から瀬戸内海を航行する際の要津であった。和田岬は、六甲山地から現在の大阪湾に流下する湊川・苅藻川・妙法寺川によって運ばれた土砂が、さらに潮汐によって集積して形成された砂嘴であった。

## 沿革

### 摂播五泊

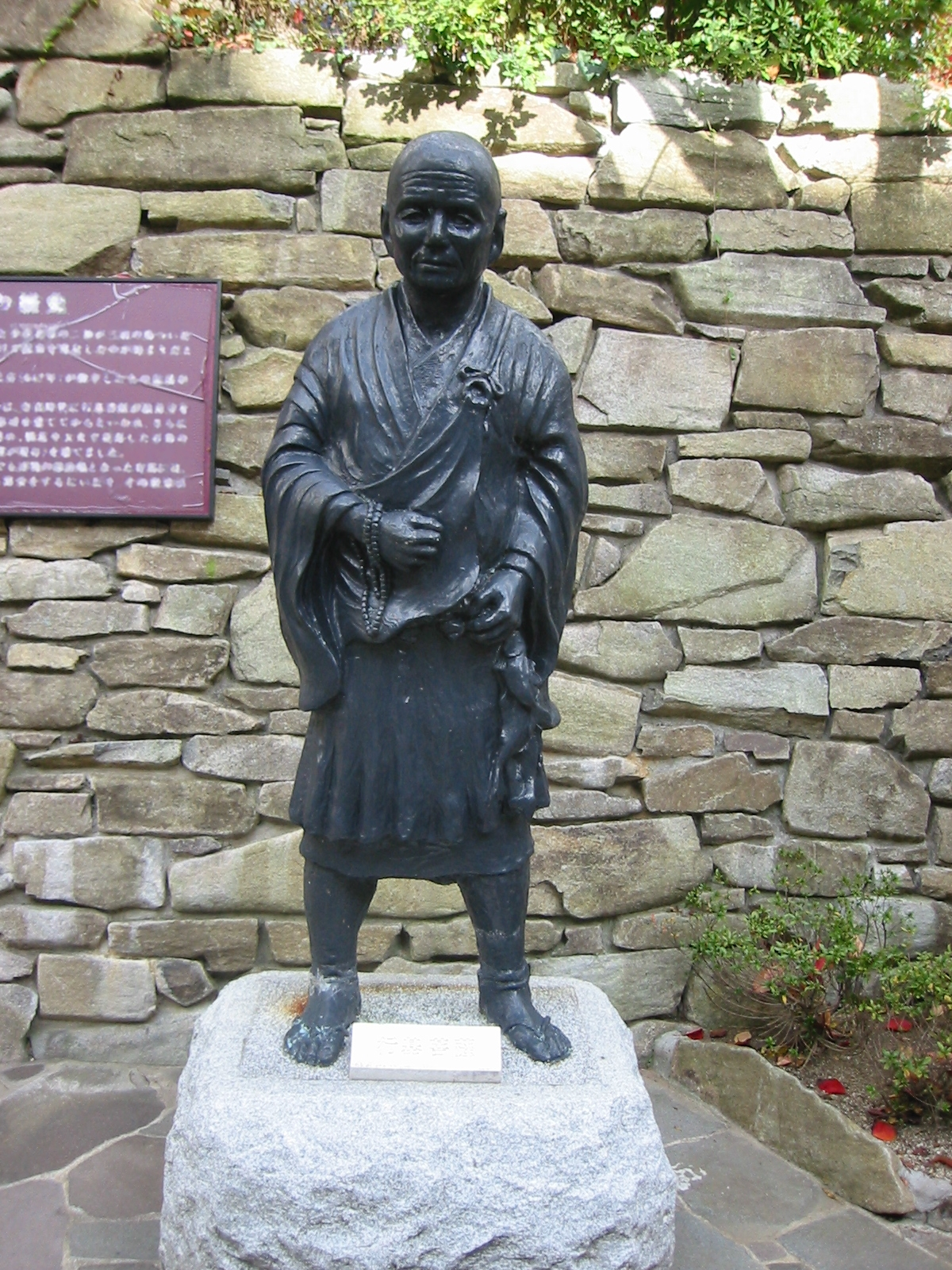
摂播五泊を建置したといわれる僧行基

大輪田泊は、延喜14年（914年）の三善清行の『意見封事』に、奈良時代に大僧正行基が築いたとして記される五泊のひとつである。五泊は東より、
- 河尻泊（兵庫県尼崎市神崎町）
- 大輪田泊（兵庫県神戸市兵庫区）
- 魚住泊（兵庫県明石市大久保町）
- 韓泊（兵庫県姫路市的形町、のちの飾磨津）
- 室生泊（兵庫県たつの市御津町室津）

いずれも摂津から播磨にかけて所在するため、「摂播五泊」とも称される。
なお、「大輪田」の地名は津泊の意におこるとも理解されており、上記の河尻泊の所在した摂津国・神崎川の河口にも「大和田」の地名があるのをはじめ日本列島各地に同様の地名がのこり、そうしたなかで単に「大輪田」といえば概ね務古水門のことをさすのは、この地が古くから最重要港湾として認められていたことを示しているとも考えられる。

### 造大輪田船瀬使
平安時代には、『日本後紀』の弘仁3年（812年）6月条に大輪田泊修築のことが記されるのをはじめ、造大輪田船瀬使がおかれ、防風と防波を兼ねて石の堤（石椋）を築くなど、たえず修築がおこなわれ、その経費を充当するため勝載料もしくは船瀬庄田稲を徴収していたことのあったことが各種の文献資料で確認されている。とくに、泊の西方向には和田岬があって西風の波浪には安全であったが、南東方向は海にひらけており南東風のため諸船がしばしば難破した。そこで国費で船瀬（船だまり）をつくって修理が加えられたが、律令国家の衰えとともに修築はおこなわれなくなり、放置されるようになった。

### 平清盛の大修築と福原遷都
鳥羽院の信任の厚かった平忠盛は、後院領荘園（天皇の隠居所の所領）であった肥前国神埼荘の知行を通じて日宋貿易を開始し、舶来品を院に進呈して近臣としてみとめられるようになった。その際、対外交渉を統括する大宰府が、これを越権行為として批判したが、忠盛は院宣によりこれを抑えた。

大輪田泊を修築した平清盛

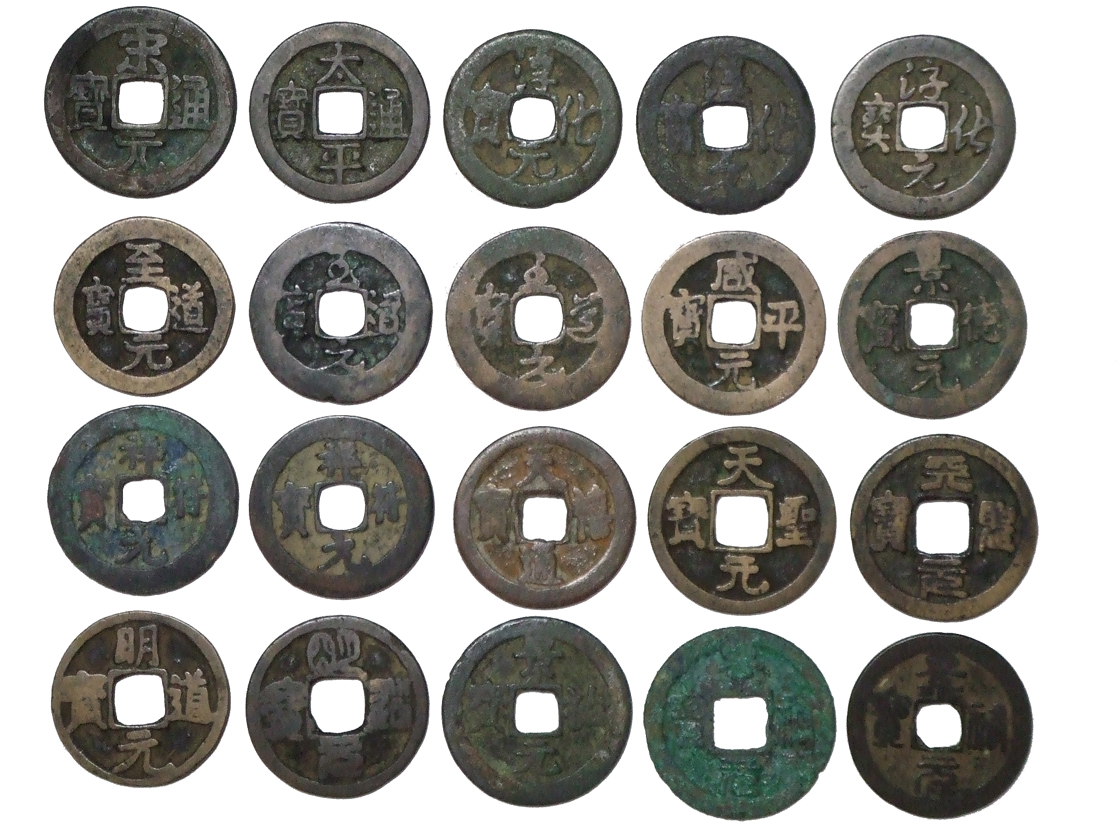
北宋銭

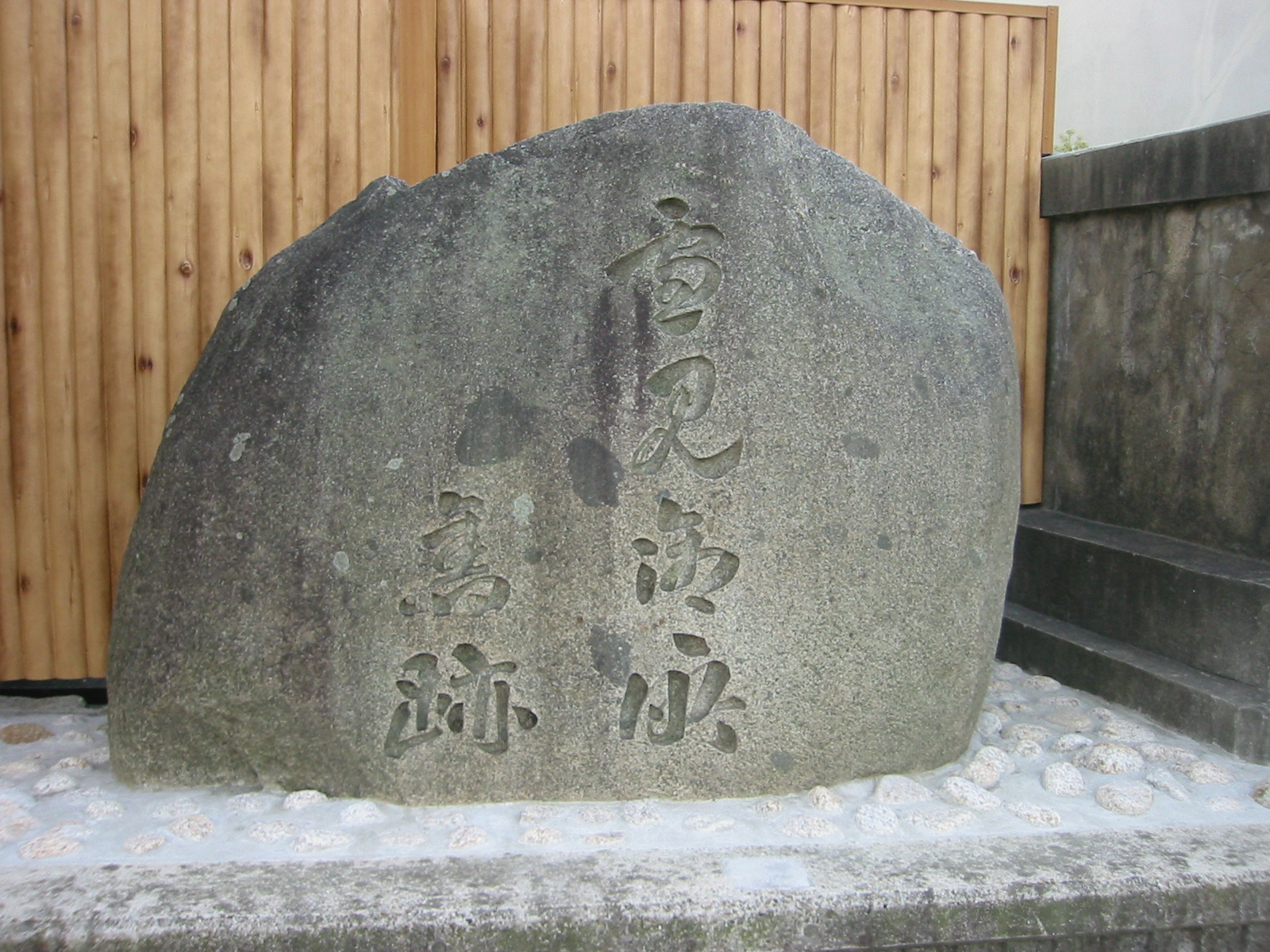
福原雪見御所の碑

忠盛の子、平清盛は安芸守、播磨守、大宰大弐を歴任し、平治元年（1159年）の平治の乱ののちに平氏政権を成立させた。清盛は勢力基盤であった伊勢で産出する銀などを輸出し、安芸の音戸瀬戸を開削するなど瀬戸内航路を確保し、さらに大宰府の対外交渉権の接収をおこなった。
応保2年（1162年）、清盛は福原のある摂津八部（やたべ）荘を手に入れた。このとき、あるいはそれに先だって大輪田泊もかれの管轄下に入ったものとみられる。大輪田泊の重要性を深くみとめた清盛は、上述したように、従来、南東風による風浪が港湾施設を破壊することが多かったため、湊の前面に人工島を築いて安全な碇泊地を設けようと、私費を投じて修築工事に着手した。最初の工事は応保2年2月、清盛権中納言のときに開始されたが、同年8月に大風があり、工事はそのため水泡に帰した。
翌長寛元年（1163年）3月に工事を再開したが、難工事であったため、その際さまざまな伝説が生じている。もう少しで工事完成というそのときに日が暮れそうになったため、清盛が沈む太陽を招き返した、あるいは、人柱を沈めてから工事をしようという意見をしりぞけて、諸人に一切経の経文を書かせた石を沈めて基礎とした、そのため、この人工島を「経が島」と称した、などというものである。
仁安3年（1168年）、清盛は出家して「浄海」と名乗ったのち摂津福原に別荘（福原山荘）をかまえ、常時ここに住んで周辺一帯を経営した。これは、大輪田泊を利用して外国貿易をおこなうのに便利な地を選んだものと思われる。嘉応2年（1170年）、大輪田泊にはじめて宋の船が停泊した。後白河法皇は清盛の招きで福原の清盛別荘をしばしば訪れ、宋人に引見している。
承安2年（1172年）、中国明州（寧波）の地方官より、後白河法皇と清盛に国書と贈り物がとどいた。翌承安3年（1173年）、清盛は答礼使を派遣し、また、後白河院からは大輪田泊までの商船通航許可を得て宋の商船に瀬戸内海を航行させ、また、後白河院が宋の使者に答物を贈ったことによって、宋とのあいだに正式に国交が開かれた。承安4年（1174年）、推定面積37ヘクタールの人工島経が島が竣工し、翌1175年には修築工事を終えた。経が島の工事責任者は、平氏水軍の中核をなす阿波国の豪族田口成良であった。清盛はまた、治承3年（1179年）に『太平御覧』を購入して人に書写させ、写本は手元において、印刷本（摺本）は女婿にあたる高倉天皇に献上するなど、新知識の導入にも努めた。清盛はこの年の11月、軍事クーデターをおこし、後白河法皇を幽閉、反対派を一掃した
治承4年（1180年）2月に譲位して上皇となった高倉の最初の社参が、その年の3月から4月上旬にかけて、従来の慣例を破って安芸の厳島神社でおこなわれた。また、この年の春には大輪田泊のあらたな改修が計画された。それまでの改修が平家の私財によったのに対し、今回の計画は国家権力をあげてのものとなった。
この年の6月、平清盛の主導により、まだ3歳の新帝安徳天皇、父高倉上皇、祖父後白河法皇の福原行幸がおこなわれ、行宮もその地に置かれた。清盛は福原に隣接する大輪田の地に「和田京」の造営を計画し、国々の功力による大輪田泊の永久的修築をも企図した。整備なった大輪田泊をそのうちに取り込む「和田京」造営計画は地形的制約もあって計画のみに終わったが、清盛は、大輪田泊を見下ろす山麓に福原京を築いて遷都を強行した。高倉上皇や平家一門の反対もあったが、それを押し切っての遷都であり、約半年後の京都還都まで、清盛の福原別邸が天皇の内裏となり、「本皇居」と称された。これについては、清盛は延暦寺・園城寺・興福寺など寺社勢力の干渉を避けるためとも、また、宋との貿易拡大によって海洋国家、西国国家の樹立を目指していたとも指摘される。
大輪田泊の永久的修築の計画は源頼朝・源義仲の挙兵にはじまる内乱とそれにつづく平氏の失権により中絶してしまったが、福原京に建てられた建造物群もまた治承・寿永の乱のなかで源義仲によって全て焼き払われた。

### 鎌倉時代以降
平氏政権滅亡後の鎌倉時代には日宋間の正式な国交はなかった。清盛による大輪田泊の修築工事も2度にわたっておこなわれたが、中絶を余儀なくされていた。

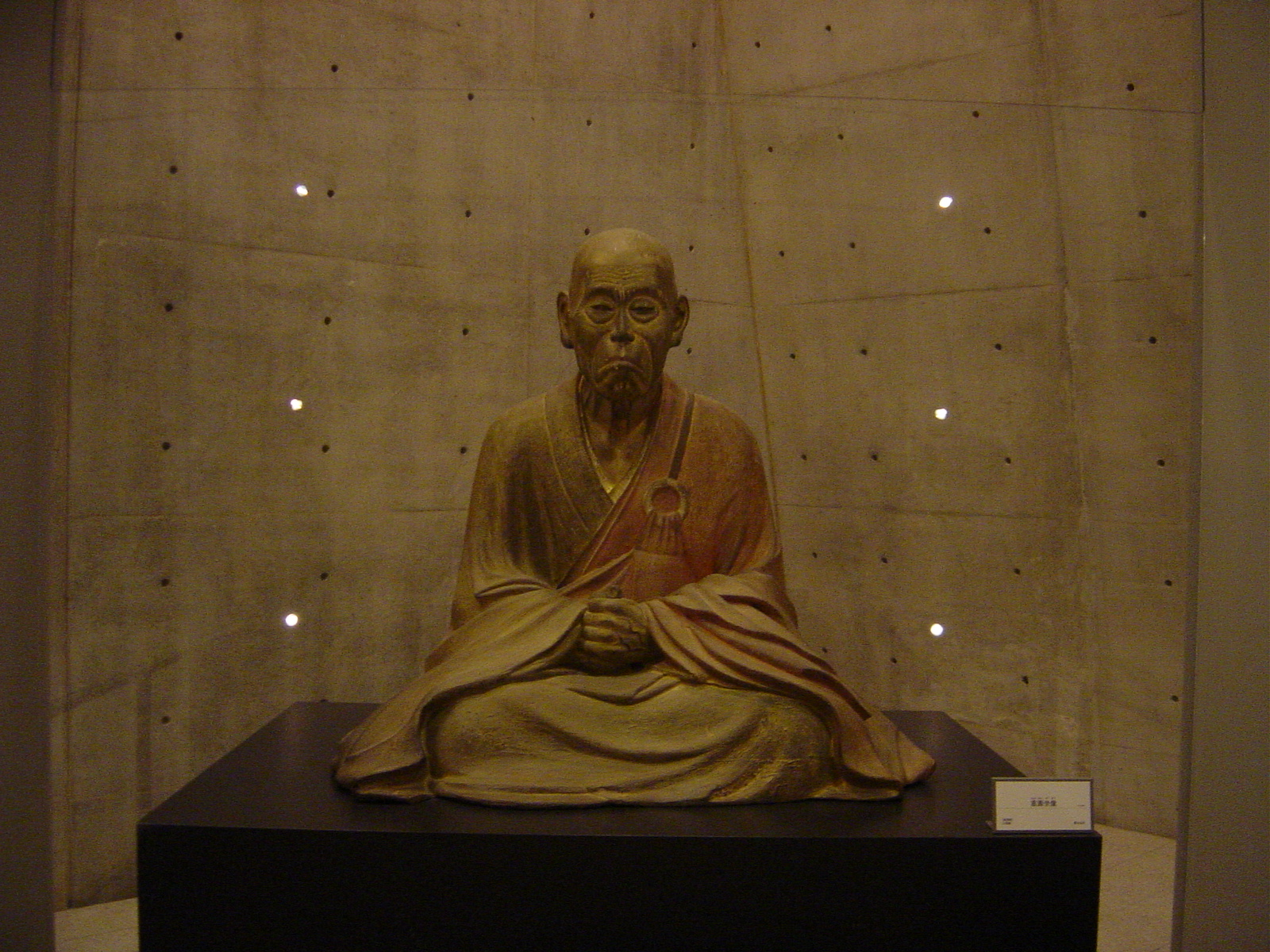
鎌倉時代初期、大輪田泊（兵庫津）の修築に尽力した重源

建久7年（1196年）、東大寺の僧・重源は、大輪田泊の修築事業の中絶とその後の泊の損壊状況を嘆き、山陽道・南海道・西海道の諸国および荘園からこの港を経て運ばれる運上米のうち1石あたり1升を徴収し、三道の一郡一荘それぞれから船1艘を課し、和泉・摂津・播磨・備前・備中・紀伊・伊勢・淡路・讃岐・阿波の計10か国の海岸に漂着して破損した船を没収、また、山城・河内・摂津・播磨・淡路の5か国の公田・荘園の竹木を伐採し、さらに摂津・播磨・淡路の民家から人夫を徴用して、河尻泊・魚住泊とともにこの泊を修築することを奏請した。重源のこの意見はみとめられて上記諸国には太政官符が下った。
重源が修築事業に乗り出したのは、かれが大勧進として尽力していた東大寺復興事業にこれら港津を利用することが多かったためと思われる。その成果の詳細は不明であるが、鎌倉時代には国内第一の港として「兵庫津（ひょうごのつ）」「兵庫島」あるいは「兵庫経島（ひょうごきょうじま）」と呼ばれるようになり、当時の兵庫津のようすは絵巻物『法然上人絵伝』や『一遍聖絵』にも描かれている。
室町時代にはいると、兵庫津は足利義満による日明貿易の拠点となり、遣明船の発着港としてにぎわったほか、朝鮮王国や琉球王国の船も来航して再び国際貿易港としての地位を得た。1379年のリューベック『輸出入関税記録』によれば、ハンザ同盟に属した北ドイツ有数の港湾リューベック港に出入りした船舶は年間約400艘におよんだが、1444年の兵庫湊では大小2,500艘の船が出港・入港しており、瀬戸内海沿岸の物資の流通規模が当時すでに巨大なものとなっていたことがうかがわれる。
江戸時代には西廻り航路における国内航路の要津として栄えた。安政5年（1858年）の日米修好通商条約においては、新潟、長崎、神奈川（横浜）とともに開港場に指定されている。